# Alfred Schönfeldt
Alfred Schönfeldt (auch Alf Schönfeldt) (* 30. Oktober 1935 in Riga) ist ein deutscher Germanist und Universitätsprofessor.

## Leben
Schönfeldt ist Deutsch-Balte. Er wurde mit seiner Familie in Folge des Hitler-Stalin-Pakts 1939 in den Reichsgau Wartheland nach Leslau umgesiedelt. Durch die Flucht 1945 kam die Familie nach Lübeck, 1946 nach Wyk auf Föhr (hier besuchte er das Carl-Hunnius-Internat) und 1949 nach Essen, wo er 1955 das Abitur machte. Er studierte die Fächer Deutsch und Latein an der Georg-August-Universität Göttingen, der Universität Hamburg und der Philipps-Universität Marburg. Sein Staatsexamen legte er 1961 ab; 1962 promovierte er bei Ludwig Erich Schmitt mit einer wortgeographischen Arbeit. Er wurde von Walther Mitzka an den Sammlungen für ein Baltendeutsches Wörterbuch beteiligt; das Material, an dem er weiterhin arbeitete, befindet sich heute im Herder-Institut (Marburg). Nach seinem Referendariat im Schuldienst in Marburg übernahm Schönfeldt eine Assistentenstelle an der Christian-Albrechts-Universität zu Kiel, an der er an den Vorbereitungen für das Preußische Wörterbuch beteiligt war. Er habilitierte sich 1974 und übernahm 1983 eine Professur für Deutsche Sprachwissenschaft an der Kieler Christian-Albrechts-Universität. Er wurde 1999 emeritiert und lebt in Berlin.
Seit 1963 ist er Mitglied der Baltischen Historischen Kommission.

## Veröffentlichungen
- Räumliche und historische Bezeichnungsschichten in der deutschen Synonymik des Schlächters und Fleischers. Diss. Marburg 1965.
- Studien zur Morphologie des Verbs in den ost- und westpreußischen Mundarten. Wiesbaden 1977 (=Beihefte zur Zeitschrift für Dialektologie und Linguistik N.F.20)
- Zur Analyse des Rätsels. In: Zeitschrift für deutsche Philologie 97, 1978, S. 60–73.
- Bemerkungen zu sprachlichen Ritualen. In: Friedhelm Debus, Ernst Dittmer (Hrsg.): Sandbjerg 85. Neumünster 1986. S. 327–344.
- gleich ist nicht gleich. Beobachtungen zu gleich-Wörtern in der BRD. In: Horst Haider Munske, Peter von Polenz, Oskar Reichmann, Reiner Hildebrandt (Hrsg.): Deutscher Wortschatz. Lexikologische Studien. Ludwig Erich Schmitt zum 80. Geburtstag von seinen Marburger Schülern. Berlin/New York: de Gruyter 1988. S. 443–463.
- An-Merkungen zur Sprache des Er-Innerns auf Kriegsdenkmälern. In: Formen des Erinnerns. Vorlesungen zum Volkstrauertag 1992, gehalten in der Universität Kiel. S. 29–47.
- Corona Dorpatensis Marburg. Album fratrum 1947–1967. [Marburg 1967]
- mehrere Aufsätze zum Baltischen Deutsch notiert bei:
  - Ineta Balode, Dzintra Lele-Rozentāle: Deutsch im Baltikum. Eine annotierte Forschungsbibliographie. Unter Mitwirkung von Reet Bender u. Manfred von Boetticher (= Fremdsprachen in Geschichte und Gegenwart. Band 17). Harrassowitz Verlag, Wiesbaden 2016, ISBN 978-3-447-10598-9.
- Mitarbeit am Baltischen Rechtswörterbuch[4] der Baltischen Historischen Kommission.